# 11305 Ahlqvist
11305 Ahlqvist (tên chỉ định: 1993 FS6) là một tiểu hành tinh vành đai chính. Nó được khám phá thông qua Uppsala-ESO Survey of Asteroids và Comets ở Đài thiên văn La Silla ở Chile ngày 17 tháng 3 năm 1993. Nó được đặt theo tên David Ahlqvist, a Swedish artist, author, và musician thuộc Gotland.